# Desconto de títulos
Em contabilidade, chama-se desconto a operação financeira de entrega do valor de um título ao seu detentor, antes do prazo do vencimento, e mediante o pagamento de determinada quantia por parte deste.
O desconto de títulos ou duplicatas é um adiantamento de recursos, feito pelas instituições financeiras, sobre os valores dos respectivos títulos (duplicatas ou notas promissórias). Neste tipo de operação, o cliente recebe antecipadamente valor correspondente às suas vendas a prazo. Ao apresentar um título de vencimento futuro para desconto no presente, entretanto, o cliente não recebe seu valor total. Sobre esse valor a instituição deduz a chamada taxa de desconto, além de impostos  (como o IOF) e encargos administrativos. 
Normalmente, as empresas negociam suas duplicatas a receber visando obter capital de giro, isto é, recursos financeiros a serem utilizados em suas atividades operacionais. Basicamente, a operação de desconto de duplicatas consiste na cessão ao agente financeiro de duplicatas a vencer, em troca do pagamento à vista de um valor menor que o valor de face desses títulos. Portanto o financiador paga à vista, descontando do valor da duplicata as despesas bancárias e financeiras (IOF e  juros referentes ao período compreendido entre a data da operação e a data de vencimento da duplicata).
Chama-se taxa de desconto  a porcentagem  de redução  aplicada a uma série de fluxos de caixa futuros, de forma a obter o valor presente desses fluxos. Reduz-se do valor a ser obtido no futuro, a fim de torná-lo comparável ao valor presente. A taxa de desconto pode ser considerada como similar à taxa de juros e reflete o grau de preferência pela liquidez (preferência temporal por dinheiro) dos agentes econômicos. Assim, uma alta preferência temporal por dinheiro implica uma alta taxa de desconto.
A operação de desconto de títulos é a operação de crédito mais simples do mercado financeiro, as taxas são expressas ao mês com base em 30 dias corridos, e a capitalização de juros é linear. Existem algumas particularidades como: ajuste de "D+" e de feriados e finais de semana (float). O calculo de desconto também é conhecido como: desconto por dentro, desconto simples ou desconto racional.    
À diferença de uma operação de factoring,  o desconto de títulos é apenas uma operação de cessão de direitos creditórios, sem nenhum outro tipo de serviço associado à essa transação. As operações de factoring envolvem a cessão de crédito, antecipação de recursos não financeiros e prestação de serviços convencionais ou diferenciados, conjugados ou separadamente, a título oneroso, entre dois empresários, o faturizador e o faturizado. 
O desconto de títulos também pode ser realizado diretamente pelo fornecedor. Em operações de supply chain financing